# Loide Silva Aragão
Loide Silva Aragão (Aracaju, 12 de março de 1975) é uma professora e inventora brasileira. Ficou conhecida após desenvolver uma roupa especial de inclusão social para alunos com problemas motores.

## Carreira
Loide Silva leciona na Escola Municipal de Ensino Fundamental Papa João Paulo, localizada no Bairro Santa Maria, em Aracaju, Sergipe. É professora e inventora. 

## Invenção
Em Fevereiro de 2018, junto com a fisioterapeuta Daisy Santos e a costureira Maria Margarida, inventou um macacão 
que facilita a locomoção de pacientes neurológicos. O primeiro macacão criado foi desenvolvido para o aluno João Mateus Santos Andrade que, aos 5 meses, foi diagnosticado com comprometimento neurológico. A roupa, feita sob medida, permite a interação do aluno com a professora e seus colegas de classe. Além disso, ajuda no desenvolvimento motor e, desta forma, acaba por inibir padrões patológicos recorrentes para o paciente.
Desenvolvido após meses de estudo e pesquisa, o macacão permite outros ganhos motores que o aluno 
não pode realizar devido à sua condição neurológica e ajuda na prevenção de contraturas e deformidades.
O macacão especial trabalha o desenvolvimento motor do aluno, uma vez que o mesmo fica preso à professora e movimenta-se juntamente com ela. Além disso, por trazer movimento para o aluno, o macacão também permite maior interação social com os colegas de classe. 

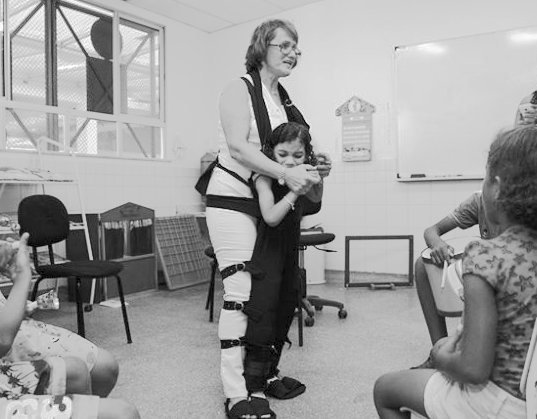
Loide Aragão presents the special overalls.